# Галімов Айдар Ганієвич
Айдар Ганиевич Галімов (башк. Ғалимов Айҙар Ғәни улы; тат. Ğälimov Aydar Ğäni ulı, Галимов Айдар Гани улы; нар. 23 лютого 1967) — башкирський і татарський співак. Заслужений артист Республіки Башкортостан (1995) і Республіки Татарстан (1996), народний артист Республіки Башкортостан (2011) і Республіки Татарстан (2008).

## Біографія
Народився 23 лютого 1967 року в селі Маданіят Цілиноградської області Казахської РСР. Через рік сім'я повернулася до рідного Міякинського району Башкортостану, в село Великі Каркали, де пройшли дитинство та юнацтво співака.
Після закінчення Уфимського автотранспортного технікуму (1986), Айдар Галімов служив у Збройних силах СРСР, 7-й гвардійській повітряно-десантній дивізії (м. Каунас, Литовської РСР).Демобілізувавшись, відразу вступив в Башкирський державний університет на юридичний факультет, який успішно закінчив у 1993 році. Другу вищу освіту здобув у вокальному відділенні музичного факультету Казанського державного педагогічного університету (1996-2001). Живе і працює в Уфі.
13 березня 2011 року обраний депутатом державних Зборів — Курултаю Республіки Башкортостан від Іглінського одномандатного виборчого округу, набравши понад 86% голосів. Висувався від «Єдиної Росії».

## Родина
Одружений з Зілою Насретдиновою, з якою познайомився під час навчання в Уфимському автотранспортному технікумі. Дочки Гузель і Айгіза. Син Даніяр.

## Творча діяльність
Творчу діяльність розпочав у 1989 році, ставши лауреатом радіоконкурсу, присвяченого 70-річчю Башкирської АРСР. У 1990-1993 роках — вокаліст ВІА «Азамат» при ДК «Авангард». У 1990 році став дипломантом конкурсу «Татар жири» (м. Туймази). Під його керівництвом в Уфі в 1993 році створена естрадна студія «Айдар» (згодом названа театром-студією «Айдар»). Дебют на професійній сцені — з популярною та актуальною на той момент піснею «Моңнар кайтсын авылга» (Р. Чурагулов, Р. Хакімов).
Широка гастрольна діяльність почалася в 1993 році з концертів у Казані та Уфі, містах Татарстану і Башкортостану, у багатьох регіонах Російської Федерації. Перші зарубіжні гастролі відбулися в Узбекистані в 1995 році. Виступав з гастролями в Узбекистані (1995, 1996), Фінляндії (1997, 2003), Латвії (2003), Естонії (2003), США (1998, 2001), Туреччини (2005), Казахстані (2008). Щорічно проходять гастрольні тури по містах Західного Сибіру, Уралу, Поволжя, Європейської Півночі, в Москві і Санкт-Петербурзі.
В репертуарі Айдара понад 400 пісень татарською, башкирською, російською, англійською, десятки з них увійшли в золотий фонд татарської та башкирської естрадної музики.

## Дискографія
- 1996 — Туган көнең белән!
- 1998 — Абага чәчәге
- 1998 — Вакытларны булмый туктатып…
- 1999 — Айдар 2000
- 2000 — Сезнең белән 10 ел бергә
- 2001 — Бәхет бит ул
- 2002 — Яшәргә икән, яшәргә!
- 2004 — Дәрвиш юлы
- 2005 — Син — минем җанымның яртысы (CD/DVD)
- 2005 — Еллар. Юллар. Жырлар (Live)
- 2007 — Лучшие песни 1990—1995 (сборник)
- 2008 — Син булганда…
- 2008 — Моң артыннан моңлы сәяхәт [Архівовано 23 травня 2018 у Wayback Machine.] (DVD)
- 2009 — Гомер буйлап барам
- 2010 — Безнең кино [Архівовано 11 червня 2018 у Wayback Machine.] (DVD)
- 2010 — Алтын коллекция 1990—2000, Алтын коллекция 2000—2010(МРЗ)
- 2011 — Сөю юлы (DVD)
- 2013 — Бер мизгел (DVD)
- 2014 — Язган язмышыбыз [Архівовано 10 червня 2018 у Wayback Machine.] (CD)
- 2016 — Яңа сулыш (CD)
- 2016 — Рәхмәт сиңа, җырым-канатым [Архівовано 15 червня 2018 у Wayback Machine.]! (DVD)
- 2017 — Яңа сулыш [Архівовано 11 червня 2018 у Wayback Machine.] (DVD)
- 2017 — Ак хыяллар [Архівовано 6 червня 2018 у Wayback Machine.] (MP3 сборник)
- 2017 — Юбилейный концерт «50 лет» [Архівовано 10 червня 2018 у Wayback Machine.] (DVD)

## Нагороди
За особливі заслуги в області татарської та башкирської національної культури Айдару Галімову присвоєно почесні звання «Заслужений артист Республіки Башкортостан» (1995) і «Заслужений артист Республіки Татарстан» (1996). 23 травня 2008 року Президентом Татарстану Мінтімєром Шаймієвим підписаний указ про нагородження Айдара Галімова високим званням «Народний артист Татарстану». 27 липня 2011 року Президент Башкортостану Рустем Хамітов підписав указ про нагородження Айдара Галімова високим званням «Народний артист Башкортостану».

## Цікаві факти
- Займається кікбоксингом. Цікавиться футболом і хокеєм, з дитинства вболіває за ХК «Салават Юлаєв»[2].

- Молодшого сина назвав на честь футболіста Дініяра Білялетдінова[3].

- 27 листопада 2011 року Айдар Галімов взяв участь єдиному в своєму роді концерті під назвою «Родом з Башкирії», який проходив в Державному Кремлівському Палаці Москви.

- 23 грудня 2011 року Айдар Галімов брав участь у благодійному різдвяному ярмарку, що проводиться телекомпанією Вся Уфа і сайтом Уфа1.ру. На аукціон були виставлені колекція дисків співака, краватка і пиріг, спечений дружиною.

- Профіль Айдара Галімова не зареєстрований в жодній із соціальних мереж. Єдине представництво Артиста в соціальних мережах - група в соціальній мережі "ВКонтакте"  [Архівовано 16 серпня 2019 у Wayback Machine.] [4].
- 23 лютого 2017 року відзначив 50-річний ювілей великим сольним концертом в Уфі.
- Автограф Айдара Галімова схожий на автограф Юрія Гагаріна. [5]